# Ruth Underwood
Ruth Underwood, född Ruth Komanoff den 23 maj 1946, är en amerikansk vibrafonist, slagverkare och multiinstrumentalist. Hon spelade med Frank Zappa åren 1969 till 1977.
Från 1969 till 1986 var hon gift med musikern Ian Underwood.    

## Fotnoter
1. 1 2  läs online, www.adventuresintothewellknown.com .[källa från Wikidata]
2. 1 2 3  Discogs.[källa från Wikidata]